# Duciînți, Hadeaci
Duciînți (în ucraineană Дучинці) este un sat în comuna Knîșivka din raionul Hadeaci, regiunea Poltava, Ucraina.

## Demografie
Componența lingvistică a localității Duciînți
     Ucraineană (98,72%)
     Rusă (1,28%)
Conform recensământului din 2001, majoritatea populației localității Duciînți era vorbitoare de ucraineană (98,72%), existând în minoritate și vorbitori de rusă (1,28%).